# Halaelurus sellus
Halaelurus sellus — малоизученный вид рода пятнистых акул, семейства кошачьих акул (Scyliorhinidae). Обитает у северо-западного побережья Австралии. Максимальный размер 42 см.

## Таксономия
Впервые вид в 2007 году в научном журнале «Zootaxa». Ранее Halaelurus sellus путали с веснушчатой акулой, пока он не был описан таксономически в 2007 году. Голотип представляет собой половозрелого самца длиной 35,1 см, пойманного 29 октября 1986 года у архипелага Дампир (en:Dampier Archipelago) на глубине 126 м.

## Ареал и среда обитания
Halaelurus sellus обитают у северо-западного побережья Австралии от залива Шарк до Северной территории. Эти акулы встречаются на континентальном шельфе на глубине 110—250 м. Площадь ареала этих акул составляет менее 20 000 км².

## Описание
Максимальная длина 42 см.

## Биология и экология
Halaelurus sellus, вероятно, размножаются, откладывая яйца. Самки могут вынашивать в яйцеводах до 6 яиц одновременно (по три в каждом). У самцов половая зрелость наступает при длине 34 см.

## Взаимодействие с человеком
В качестве прилова эти акулы иногда попадают в рыболовецкие сети. Они не имеют коммерческой ценности и их чаще всего выбрасывают обратно в море. Уровень смертности среди выпущенных рыб неизвестен. Данных для оценки статуса сохранности вида недостаточно.